# الیته
الیته (به اسپانیایی: Oliete) یک شهرستان در اسپانیا است که در استان تروئل واقع شده‌است.

## خصوصیات
الیته ۸۵ کیلومترمربع مساحت و ۴۷۴ نفر جمعیت دارد.